# أليساندرو روسينا
أليساندرو روسينا (بالإيطالية: Alessandro Rosina)‏ (31 يناير 1984 إيطاليا - ) هو لاعب كرة قدم إيطالي، يلعب كلاعب وسط.

## وصلات خارجية
أليساندرو روسينا على موقع قاعدة بيانات كرة القدم.إي يو (الإنجليزية)
- أليساندرو روسينا على موقع بيانات كرة القدم. دي إي (الألمانية)
- أليساندرو روسينا على موقع ناشيونال فوتبول تيمز (الإنجليزية)
- أليساندرو روسينا على موقع Soccerway.com (الإنجليزية)
- أليساندرو روسينا على موقع عالم كرة القدم.نت (الإنجليزية)
- أليساندرو روسينا على موقع AS.com (الإسبانية)